# Gran intercanvi americà

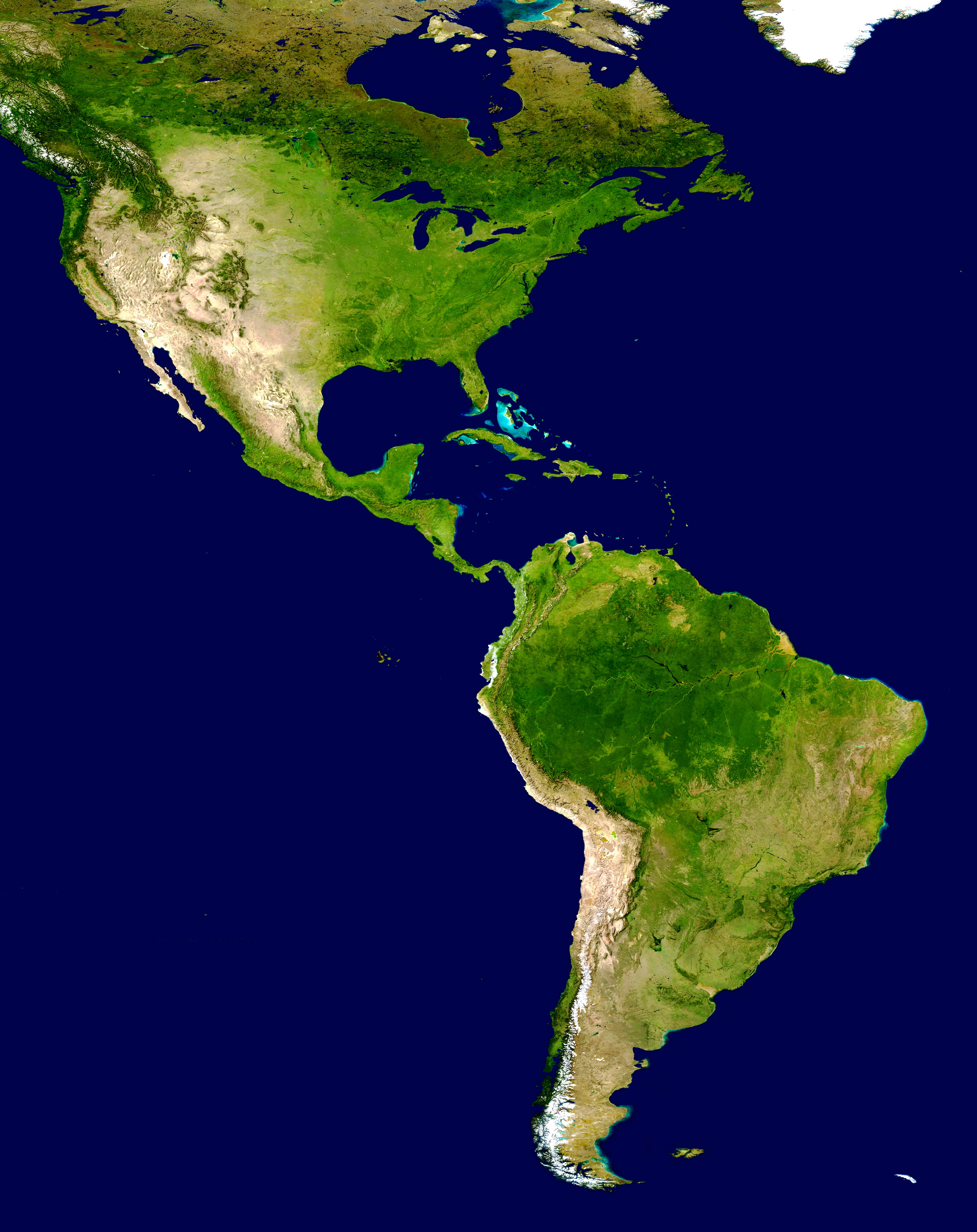
Mosaic en color real d'imatges preses per satèl·lit de la NASA.

Exemples del gran intercanvi americà.

El gran intercanvi americà fou un important esdeveniment paleozoogeogràfic en què animals terrestres i d'aigua dolça migraren d'Amèrica del Nord a Amèrica del Sud via Mesoamèrica, i a l'inrevés, quan la formació volcànica de l'istme de Panamà uní ambdós continents. La migració arribà al seu zenit fa uns tres milions d'anys (al Plasencià, la primera meitat del Pliocè superior).
Tingué com a resultat la unió del Neotròpic (aproximadament Amèrica del Sud) i el Neàrtic (aproximadament Amèrica del Nord) per formar Amèrica. L'intercanvi es veu en l'observació tant de l'estratigrafia com de la natura (neontologia). El seu efecte més dramàtic fou en la zoogeografia dels mamífers, però també oferí l'oportunitat de migrar a aus no voladores, artròpodes, rèptils, amfibis i fins i tot peixos d'aigua dolça.